# Ilarion Neagu
Ilarion Neagu (în rusă Илларион Степанович Нягу; n. 1890, Satu-Nou, comunitatea urbană Reni⁠(d), Odesa, Ucraina – d. 1920, Liubar, RSS Ucraineană, URSS) a fost un revoluționar bolșevic de origine moldovenească și comandant militar în timpul Războiului Civil Rus. A fost unul dintre liderii militari ai Primului Regiment de Cavalerie Basarabean, în cadrul brigăzii conduse de Grigori Kotovski. Este considerat un simbol al participării basarabenilor la mișcarea revoluționară sovietică.

## Biografie

### Tinerețea și Primul Război Mondial
S-a născut în 1890 în satul Satul Nou (azi Novoselske), în apropierea Dunării, într-o familie de țărani moldoveni. Se remarca prin statura sa impunătoare și forța fizică deosebită. A participat ca soldat în Primul Război Mondial, iar după formarea Frontului Român, a fost ales în comitetul regimentar al unității sale, semn al implicării politice și al respectului camarazilor săi.

### Activitate revoluționară
După intervenția armatei române în Basarabia (ianuarie 1918), s-a ascuns în stufărișurile din Delta Dunării, în apropierea satului său natal. În ianuarie 1919 s-a alăturat Răscoalei de la Hotin și a condus un detașament de cavalerie format din rebeli.
După înăbușirea răscoalei, detașamentul său a trecut pe malul stâng al Nistrului, unde s-a unit cu brigada de cavalerie a lui Grigori Kotovski, formată în zona Tiraspol. Aici a primit comanda Primului Regiment Basarabean, contribuind la întărirea prezenței basarabene în rândul forțelor bolșevice din sud-vestul Rusiei.

### Moartea
A murit în 1920, în luptele de lângă localitatea Liubar din Volînia, în timpul confruntărilor din războiul civil dintre Armata Roșie și Armata Albă.

## Moștenire
Pentru meritele sale militare, Ilarion Neagu a fost decorat cu Ordinul Steagul Roșu. În perioada sovietică, a fost comemorat prin monumente, inclusiv în satul său natal, unde a fost amplasat un bust care a fost demontat în perioada post-sovietică.
În 1963, studioul Moldova-Film a lansat filmul „Așteptați-ne în zori” regizat de Emil Loteanu, în care figura sa a servit drept sursă de inspirație. De asemenea, personajul Petrea Basarabeanul din filmul Nunta din Malinovka este inspirat de Ilarion Neagu, fiind interpretat de actorul Nikolai Slicenko.